# Кондратенко, Андрей Павлович
Андрей Павлович Кондратенко (укр. Андрій Павлович Кондратенко; 18 сентября 1898, с. Бродок, Полтавская губерния, Российская империя — 10 октября 1989, Полтава, Украинская ССР, СССР) — советский украинский государственный и партийный деятель. Депутат Верховного Совета Казахской ССР I—II созывов, депутат Верховного Совета СССР III созыва, депутат Верховного Совета УССР IV созыва. Член ЦК КП(б) Казахстана (1949—1952). Член ЦК КП(б) / КП Украины (1952—1954). Член Ревизионной Комиссии КП Украины (1956—1960).

## Биография
Родился 18 сентября 1898 в селе Бродок Полтавской губернии Российской империи (ныне в составе села Говтва Говтвянского сельского совета Козельщинского района Полтавской области Украины), в семье крестьянина-бедняка. 

### Образование
В 1920 году окончил Андреевское сельскохозяйственное училище. В 1921 году окончил Решетиловскую профессионально-техническую школу.

### Трудовая деятельность
В 1921—1922 г. — агроном в селе Мачехи Полтавской губернии. В 1922—1925 г. — председатель Голтвянского комитета бедноты, председатель Голтвянского сельского совета Кременчугского уезда.
Член ВКП(б) с 1925 года.
В 1925—1927 г. — секретарь партийной ячейки КП(б)У села Хоришки, секретарь партийной ячейки КП(б)У села Бреусовки, председатель Бреусовской сельского совета Козельщинского района на Полтавщине.
В 1927—1929 г. — заведующий Культурно-просветительного отдела Краснокаменского районного комитета КП(б)У Кременчугского округа, заведующий Культурно-просветительного отдела Потоцкого районного комитета КП(б)У Кременчугского округа.
В 1929—1933 г. — 1-й секретарь Кишеньковского районного комитета КП(б)У на Полтавщине (с 1932 — Харьковского области).
В 1933—1938 годах — заместитель секретаря Атбасарского районного комитета ВКП(б) Карагандинской области, 2-й секретарь Нуринского районного комитета ВКП(б) Карагандинской области, 1-й секретарь Новочеркасского районного комитета КП(б) Казахстана Карагандинской области. В 1938 году — 1-й секретарь Тельманского районного комитета КП(б) Казахстана Карагандинской области.
В 1938—1940 годах — начальник Карагандинского областного земельного отдела.
В 1940—1944 годах — 2-й секретарь Карагандинского областного комитета КП(б) Казахстана. В 1944 году — заместитель заведующего отделом совхозов ЦК КП(б) Казахстана.
В 1944—1950 годах — 1-й секретарь Талды-Курганского областного комитета КП(б) Казахстана.
В январе 1950 — ноябре 1953 годах — 1-й секретарь Сумского областного комитета КП(б)У. В 1953 году окончил заочно Высшую партийную школу при ЦК КПСС.
В ноябре 1953 — 12 февраля 1959 годах — председатель исполнительного комитета Сумского областного Совета депутатов трудящихся.
В 1959—1963 годах — заместитель председателя исполнительного комитета Полтавского областного Совета депутатов трудящихся. В 1963—1964 годах — председатель Партийной комиссии Полтавского сельского областного комитета КПУ. В 1964—1970 годах — на советской работе.
С 1970 года — на пенсии.

## Награды
- три ордена Трудового Красного Знамени (05.11.1940, «в связи с 20-летним юбилеем Казахской ССР, за достижения в развитии промышленности, сельского хозяйства, науки и искусства»; …; …)
- орден Отечественной войны 1-й ст.
- ордена
- медали

## Ссылка
- Справочник по истории Коммунистической партии и Советского Союза 1898—1991.